# Gunnar Kaasen
Gunnar E. Kaasen, född 11 mars 1882 i Burfjordendalen i Norge, död 27 november 1960 i Everett i delstaten Washington i USA, var en norsk-amerikansk hundförare i Alaska i USA.
Gunnar Kaasen är känd för att han var den siste hundförare i en berömd hundslädesstafett, som förde difteriserum till staden Nome i Alaska i januari 1925.
Gunnar Kaasen var son till Hans och Anna Kaasen i Kvænangen i Troms fylke i Norge. Han emigrerade till Alaska 1903 under guldrushen i Nome, efter att guld hade upptäckts i guldhaltiga sandområden utanför Nome. Han blev en erfaren hundslädeförare och bosatte sig i Nome. Hundsläde var vid denna tid och decennier framåt det enda transportmedlet till och från Nome under vintermånaderna.

## Sista etappen av serumtransporten till Nome
Serumtransporten till Nome
I januari 1925 utbröt en difteriepidemi i Nome. Hamnen var då infrusen, väg och järnväg fanns inte och flygtransporter var ännu inte möjliga under vinterklimatförhållanden. Nomes enda förbindelse med omvärlden var med hundsläde. En slädstafett för ett niokilospaket med 300 000 doser difteriserum arrangerades mellan järnvägsstationen Nenana och Nome, en sträcka på över 1 000 kilometer. Det rådde vid denna tidpunkt för Alaska extremt hårt vinterväder. 20 hundslädesförare med ekipage engagerades för att föra serumet utan uppehåll till Nome, varav Gunnar Kaasen var schemalagd för den näst sista etappen från Bluff till Point Safety. Han övertog serumförsändelsen i Bluff av kollegan Charlie Olson och lämnade Bluff med en hundsläde med 13 hundar som leddes av den sexårige siberian huskyn Balto. Kaasen färdades i mörker i hård vind och snöyra. Han kom fram till Port Safety klockan två på natten den 2 februari, före beräknad tid. På grund av en förestående snöstorm hade transportledningen beordrat ett tillfälligt uppehåll före slutetappen, men denna order hade inte nått Kaasen. Denne fann vid sin ankomst i Port Stanley att näste hundförare låg och sov och att dennes hundar inte var förberedda. Kaasen beslöt då att själv fortsätta trots väderläget de återstående 40 kilometer av stafetten till Nome. Dit nådde han klockan 05:30 på morgonen. Sammanlagt färdades hundslädeekipaget 87 kilometer i ett sträck.

## Efter serumtransporten
Gunnar Kaasen blev berömd genom sin insats i stafetten, som följdes i press och radio i USA. Han reste till Seattle med sina hundar i mars 1925 och var med i inspelningen av den 30 minuter långa filmen Balto's Race to Nome i Mount Rainier nationalpark om serumtransporten. Han turnerade med hundarna i USA och en bronsstaty av Balto restes i december 1925 i Central Park i New York i närvaro Balto och Kaasen. De framträdde i Madison Square Garden för 20 000 åskådare. 
Gunnar Kaasen bodde i Everett i delstaten Washington från 1952.